# RADIO MUSCLE
RADIO MUSCLE （レディオ・マッスル）は、CROSS FMで放送されていたラジオ番組。2000年10月～2002年3月までの毎週金曜日13:00〜17:00に放送された。ナビゲーターは吉村昌広が務めた。

## 概要
- 「週末気分を盛り上げる筋肉増強プログラム」と銘打たれたワイド番組。
- 当初半年間は博多駅GIGAスタジオから生放送されたが、2001年4月から北九州本社スタジオからの生放送に変わった。

## ナビゲーター
- 吉村昌広

同局ではこの番組でナビゲーターデビュー。この番組にちなんで「マッスル吉村」というあだ名がついた。

## コーナー
- SNAP SHOT （13:30-13:40）

スポンサーはタイ国政府観光庁と福岡市内のホテル・リッツファイブ。
タイ国の観光スポットや、観光に関する情報を紹介するコーナー。
このコーナーは月曜日-金曜日を通じて放送され、月曜日-木曜日は「HAKATA PARADISE」「CROSS DAYTIME MIX」内で放送された。
2002年4月からは後番組「CROSS SMILEY FRIDAY」に引き継がれた。
- MUSIC EXPRESS（14:10-14:40）

スポンサーであるJR九州から届く旅の情報、列車の情報を紹介した。
このコーナーは月曜日-金曜日を通じて放送され、月曜日-木曜日は「HAKATA PARADISE」「CROSS DAYTIME MIX」内で放送された。
2002年4月からは後番組「CROSS SMILEY FRIDAY」に引き継がれ、タイトルも「MUSIC TRIP」に改められた。
- FRIDAY CAFE（15:15-15:35）

スポンサーである西日本新聞に掲載された記事、トピックスを紹介した。
このコーナーは月曜日-金曜日を通じて放送され、月曜日-木曜日は「HAKATA PARADISE」「CROSS DAYTIME MIX」内で「PARADISE CAFE」というコーナータイトルで放送された。
2002年4月からは後番組「CROSS SMILEY FRIDAY」に引き継がれ、タイトルも「AFTERNOON TRAX」に改められた。
- WARNER MYCAL CINEMAS CINEMA CINEMA （15:45-15:55）

スポンサーであるワーナー・マイカル・シネマズの大野城・上峰・戸畑3館で上映される映画の情報を紹介した。
2002年4月からは後番組「CROSS SMILEY FRIDAY」に引き継がれた。
| CROSS FM 金曜日午後のワイド番組    | CROSS FM 金曜日午後のワイド番組 | CROSS FM 金曜日午後のワイド番組     |
| 前番組                             | 番組名                          | 次番組                              |
| ---------------------------------- | ------------------------------- | ----------------------------------- |
| CROSS GO!GO! FRID@Y （7:00-17:00） | RADIO MUSCLE                    | CROSS SMILEY FRIDAY （10:00-16:00） |